# Helen Louise Gardner

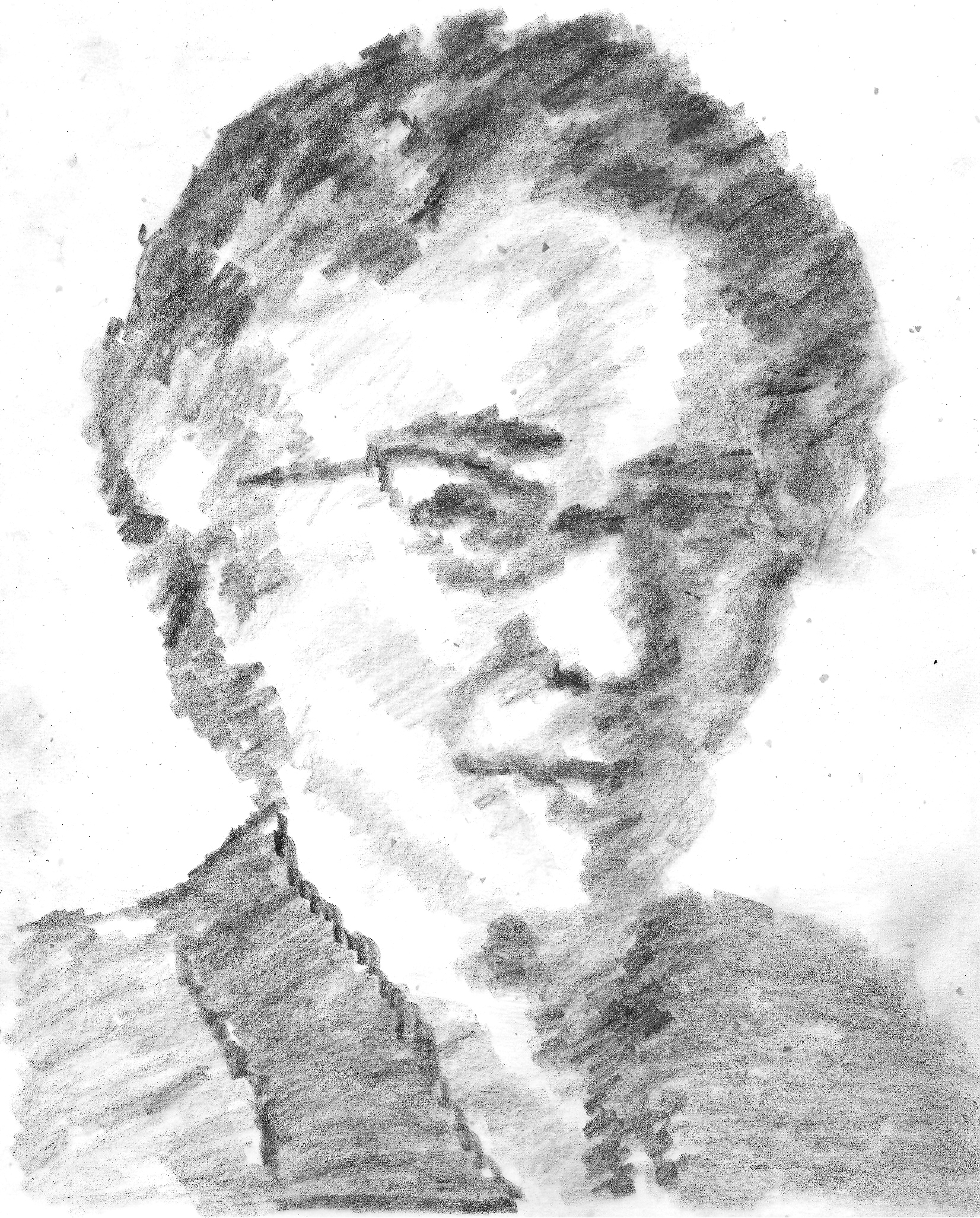
Helen Louise Gardner

Dame Helen Louise Gardner (* 13. Februar 1908 in London; † 4. Juni 1986 nahe Oxford) war eine britische Literaturkritikerin und Literaturwissenschaftlerin an der University of Oxford.

## Leben und Wirken
Helen Louise Gardner war die Tochter von Charles Henry Gardner und Helen Mary Roadnight Cockman Gardner. Sie hatte einen älteren und einen jüngeren Bruder. Gardner erwarb am St Hilda’s College der University of Oxford 1929 einen Bachelor und 1935 einen Master. Lehrtätigkeiten führten sie an die Universität London, 1937 an die Universität Birmingham, an das Royal Holloway College der Universität London und schließlich 1945 an die Universität Oxford. Hier war sie ab 1965 Merton Professor of English Literature. 1978 ging sie in den Ruhestand.
Gardners Werk umfasst kritische Textausgaben, Monografien zu einzelnen Dichtern, literaturgeschichtliche Untersuchungen und grundlegende methodische Betrachtungen. Ihre kommentierte Textedition zu John Donne und ihre Monografie zum Werk von T. S. Eliot galten als wegweisend.

## Auszeichnungen (Auswahl)
- 1958 Mitglied der British Academy[1]
- 1967 Dame Commander des Order of the British Empire[2]
- 1971 Auswärtiges Ehrenmitglied der American Academy of Arts and Sciences[3][4]
- 1973 Korrespondierendes Mitglied der Bayerischen Akademie der Wissenschaften[5]
- 1979/80 Charles Eliot Norton Lectures (später erschienen als In Defence of the Imagination)[6]
- 1982 Mitglied der American Philosophical Society[7]
- Neun Ehrendoktorwürden, darunter der Harvard University, der Yale University und der University of Aberdeen

## Werke (Auswahl)
- The Art of T.S. Eliot (1949)
- The Business of Criticism (1959)
- King Lear (1967)
- Religion and Literature (1971)
- The Waste Land (1972)
- The Oxford Book of English Verse (Hrsg., 1972)
- In Defence of the Imagination (1982)
- The Metaphysical Poets (1985)
- The Noble Moor (1990)